# PFC Berkut Armjansk
Der PFC Berkut Armjansk (russisch ПФК "Беркут" Армянск) war ein Fußballverein aus Armjansk, einer Stadt auf der von Russland besetzten ukrainischen Halbinsel Krim. Der Verein war ein Gründungsmitglied der CFU Premier League, musste sich aber bereits nach nur einer Saison aus finanziellen Gründen wieder auflösen.

## Geschichte
Der PFC Berkut Armjansk wurde im November 2014 von Spielern des Vereins Kentavr in Jewpatorija gegründet. Der Verein sah sich selbst als Nachfolgeverein von Agrokapital Suworowske aus dem Rajon Saky im Umland von Jewpatorija. Im August 2015 gehörte der PFC Berkut, nach dem Umzug nach Armjansk im äußersten Norden der Halbinsel Krim, zu den Gründungsmitgliedern der neuen CFU Premier League.
Im Laufe der Saison geriet Berkut Armjansk zunehmend in finanzielle Schwierigkeiten und am 30. April 2016 boykottierten dann die Spieler das Heimspiel am 23. Spieltag gegen den FC Bachtschyssaraj um gegen die monatelange Nichtzahlung ihrer Gehälter zu protestieren. Das Spiel wurde mit einer 0:3-Niederlage gewertet und Berkut bekam obendrein noch eine hohe Geldstrafe von einer halben Million Rubel vom Ligaverband aufgebrummt. Am 5. Mai 2016 verkündete die Vereinsführung des PFC Berkut den Rückzug aus der laufenden Saison sowie die Auflösung des Vereins. Die noch ausstehenden Spiele wurden mit einem 3:0-Sieg für den jeweiligen Gegner gewertet.

## Stadion
Der PFC Berkut Armjansk trug seine Heimspiele im Khimik-Stadion in Armjansk aus. Es bietet Platz für 5000 Zuschauer.

## Der Name „Berkut“
Berkut (auf Deutsch „Steinadler“) war auch der Name einer ehemaligen Spezialeinheit der ukrainischen Polizei, welcher von westlicher Seite überzogene Gewalt gegen die Demonstranten des Euromaidan-Protests vorgeworfen wird. Auf der Krim werden die Berkut-Polizisten jedoch als Helden gesehen. Vor diesem Hintergrund könnte die Wahl des Vereinsnamens eine Anspielung auf die umstrittene ukrainische Polizeieinheit sein, von Vereinsseite wurde dies offiziell jedoch nie bestätigt.